# Ficeae
Ficeae es una tribu monogenérica de plantas de flores de la familia Moraceae.

## Géneros
- Ficus

- Datos: Q5557353
- Especies: Ficeae